# Doppelharfe
Eine Doppelharfe ist eine Harfe mit zwei Reihen von Saiten, die entweder parallel zueinander verlaufen oder sich kreuzen, ohne sich zu berühren. Tripelharfen haben drei Saitenreihen.
Man unterscheidet zwischen diatonisch gestimmten Doppelharfen (auf denen also ohne Umstimmen der einzelnen Saiten nur die Töne der C-Dur-Tonleiter spielbar sind) und chromatisch gestimmten Doppelharfen. Die Hornbostel-Sachs-Systematik erfasst „chromatische Rahmenharfen mit zwei gekreuzten Saitenebenen“ unter der Ziffer 322.212.2; diatonische Doppelharfen sowie parallel bespannte chromatische Doppel- und Tripelharfen werden nicht gesondert erfasst.
Nicht zu verwechseln ist die Doppelharfe mit der Doppelpedalharfe, der modernen Konzertharfe. Vereinzelt wurde der Begriff „Doppelharfe“ in der Geschichte auch für besonders große Harfen verwendet.

## Diatonisch gestimmte Doppelharfen

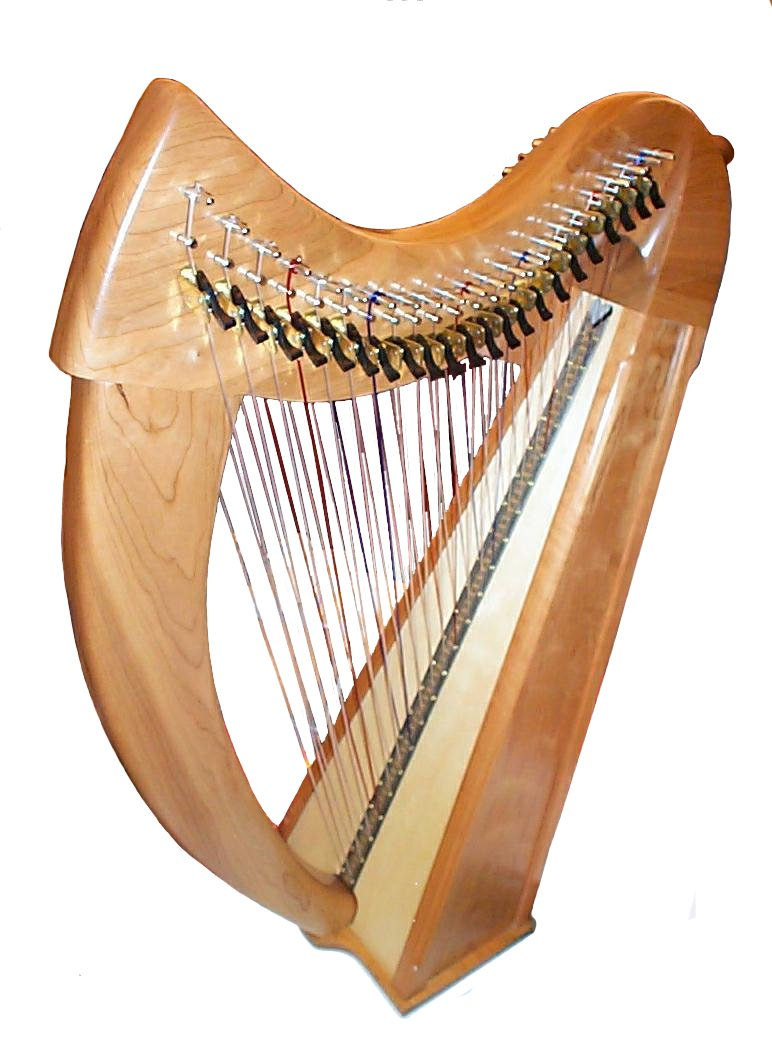
Kleine diatonische Doppelharfe.

Diatonisch gestimmte Doppelharfen haben zwei parallele Saitenreihen, die entweder gleich oder (häufiger) in Oktaven gestimmt sind. So kann auf kleineren Harfen die Lautstärke erhöht oder der Tonumfang vergrößert werden.

## Chromatisch gestimmte Doppel- und Tripelharfen
Chromatisch gestimmte Doppelharfen ermöglichen das chromatische Spiel, indem eine Saitenreihe diatonisch gestimmt ist und die andere die fehlenden Töne der Chromatik pentatonisch ergänzt, so dass jeder der zwölf Halbtöne der chromatischen Tonleiter eine eigene Saite hat. Auf diese Weise können alle Tonarten gespielt werden.

### Geschichte
Bis zur Renaissance existierten nur diatonische Harfen; auf dem Instrument konnte also immer nur eine Tonart gespielt werden und es musste von Hand umgestimmt werden, um in eine andere Tonart zu wechseln. Im 16. Jahrhundert suchten Instrumentenbauer, das Spiel der zunehmend chromatischen Musik der späten Renaissance auch auf der Harfe zu ermöglichen. So entstanden die ersten Doppelharfen.
Parallel fanden einreihige Harfen weiter Verwendung, es gab auch teilweise chromatisch gestimmte einreihige Harfen.
Ende des 18. Jahrhunderts verdrängte die (einfache) Pedalharfe die Doppel- und Tripelharfen, nachdem beide Typen eine Zeit lang nebeneinander existiert hatten. Doppelharfen finden heute noch in der Folkmusik Verwendung.

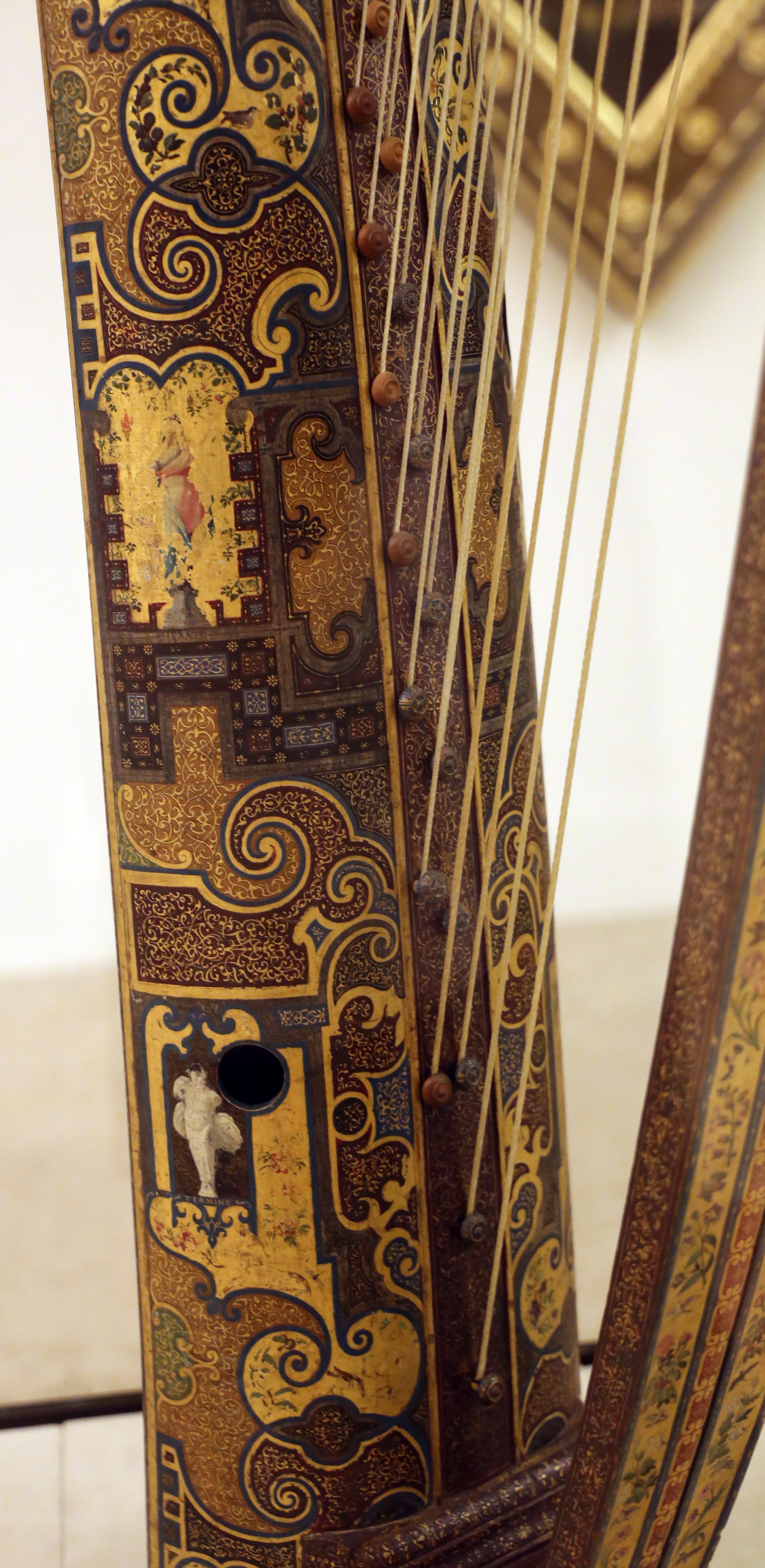
Detail einer italienischen Doppelharfe (Giovanni Battista Giacomelli, 1581).

### Bauformen

#### Italien: Arpa doppia und Arpa tripla
Die italienische Doppelharfe, die Arpa doppia, hatte zwei parallele Saitenebenen: Eine Ebene war diatonisch, die andere in den chromatischen Zwischenstufen gestimmt. Bei der Tripelharfe, der Arpa tripla, befanden sich außen je eine diatonische Saitenreihen und in der Mitte die zur chromatischen Reihe ergänzenden pentatonischen Töne.
Im Orchester kam die italienische Doppelharfe als Generalbassinstrument zum Einsatz, zum Beispiel in den Opern Claudio Monteverdis.

#### Spanien: Arpa de dos órdenes
Die spanische Doppelharfe, die Arpa de dos órdenes, kam in der Musik des Barock zum Einsatz. Ihre Saiten waren gekreuzt angeordnet und wurden im Kreuzungspunkt gezupft: Zum Erreichen der Halbtöne griff der Musiker durch die diatonischen Saiten hindurch.

#### Frankreich: Harpe chromatique

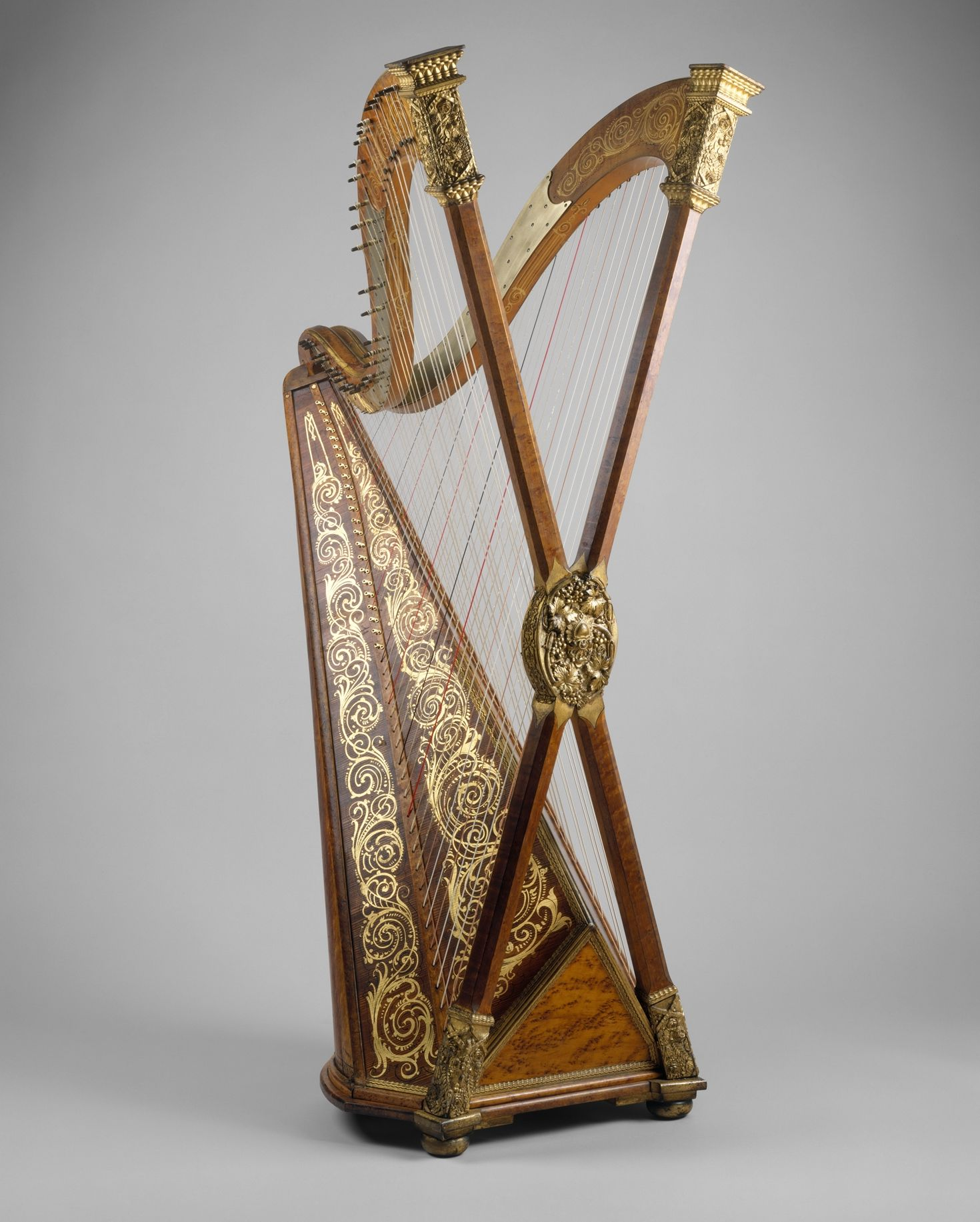
Experimentelle chromatische Doppelharfe nach Lyon (Henry Greenway, nach 1895).

In Frankreich erlebte die chromatische Doppelharfe (arpe chromatique) mit gekreuzten Saiten mit der Pleyel- oder Lyon-Harfe Ende des 19. Jahrhunderts eine kurze Renaissance.

#### Britische Inseln: keltische Doppelharfe und walisische Tripelharfe
In der britischen Musik ist die walisische Tripelharfe vertreten. In der irischen Folkmusik werden heute auch als Doppelharfen besaitete keltische Harfen verwendet.